# Ermita de la Virgen de Avellá

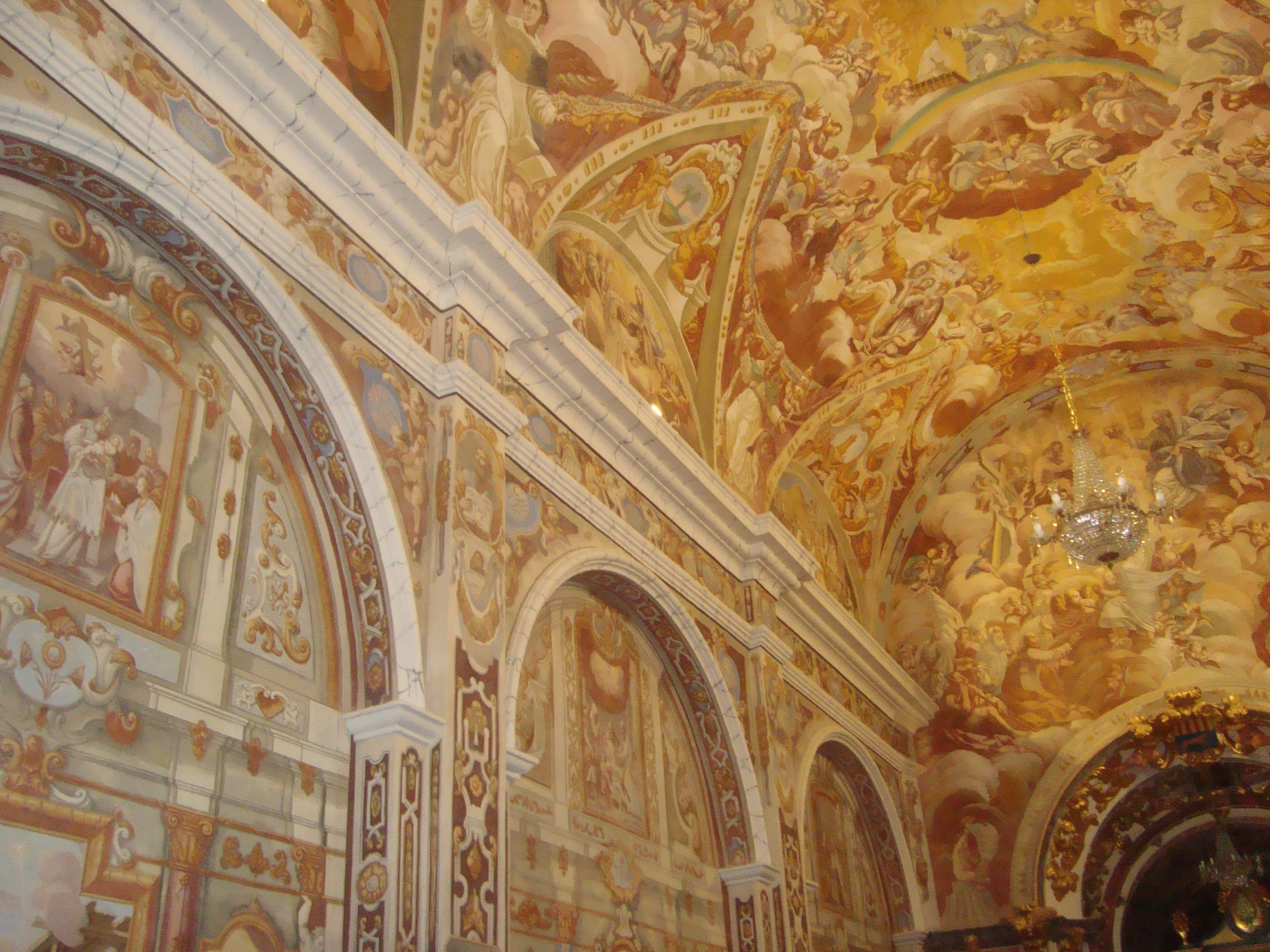
Pinturas al fresco de Pascual Mespletera (1737)

La ermita de la Virgen de Avellà, también conocida como el Ermitorio de l'Avellà, en el municipio de Catí (Alto Maestrazgo) es una construcción de tipo religiosa a 5 kilómetros de distancia de la aldea del Avellà. Situada sobre la sierra, a unos 900 metros de altura sobre el nivel del mar. Junto a ella hay dos chopos (Populus nigra) monumentales y la fonda del siglo XVIII del tío Tulio

## Edificio
El templo tiene unos 32 metros de largo por 6,80 de ancho en la parte de delante y sólo 4,60 en la de atrás. La fachada es sobria pero majestuosa y está totalmente blanqueada. La puerta de acceso es un arco de medio punto construido de sillería y el resto es de mampostería. Está coronada por una doble espadaña construida en 1743, con campanas que sustituyeron la antigua gran campana que ya había en 1547. En el interior, sobre la puerta de entrada se encuentra situado en el coro y, detrás del altar mayor, la sacristía de reducidas dimensiones.
El interior presenta una decoración de artísticos frescos en la casi totalidad del recinto realizados por Pascual Mespletera (1737), los cuales han sido totalmente restaurados en 2018, se la puede denominar la capilla sixtina del maestrazgo. Este pintor, fue el mismo que decoró la Capilla de la Comunión de la Iglesia de Catí. El último tramo es el transaltar que también está decorado con las pinturas de Francesc Blasco son de 1760. Han sido retocadas posteriormente.
El templo se comunica con la casa del ermitaño a través de una puerta estrecha, cerca de la cancela. El primer ermitaño conocido es del año 1586. Pronto fue necesario ampliar la primitiva construcción. Entre 1720 y 1740 se edificó el tercer piso o parte superior.
La fiesta principal se celebra el día 8 de septiembre con una misa solemne y sermón por la mañana y con una procesión por los alrededores por la tarde. También el lunes de Pascua Florida los catinenses van en romería festiva al santuario. Se hace misa y procesión. También el primer sábado del mes de mayo (antes el día 30 de abril) se celebra misa para los peregrinos de la romería de Catí en San Pedro de Castellfort. Hay una cofradía de la Virgen de la Avellà, fundada en 1746 para apoyar y fomentar su culto.
Dentro del santuario brota una fuente en la que se puede leer una fecha (1578). La fuente pero es más antigua, los musulmanes ya apreciaban las propiedades de esta agua.

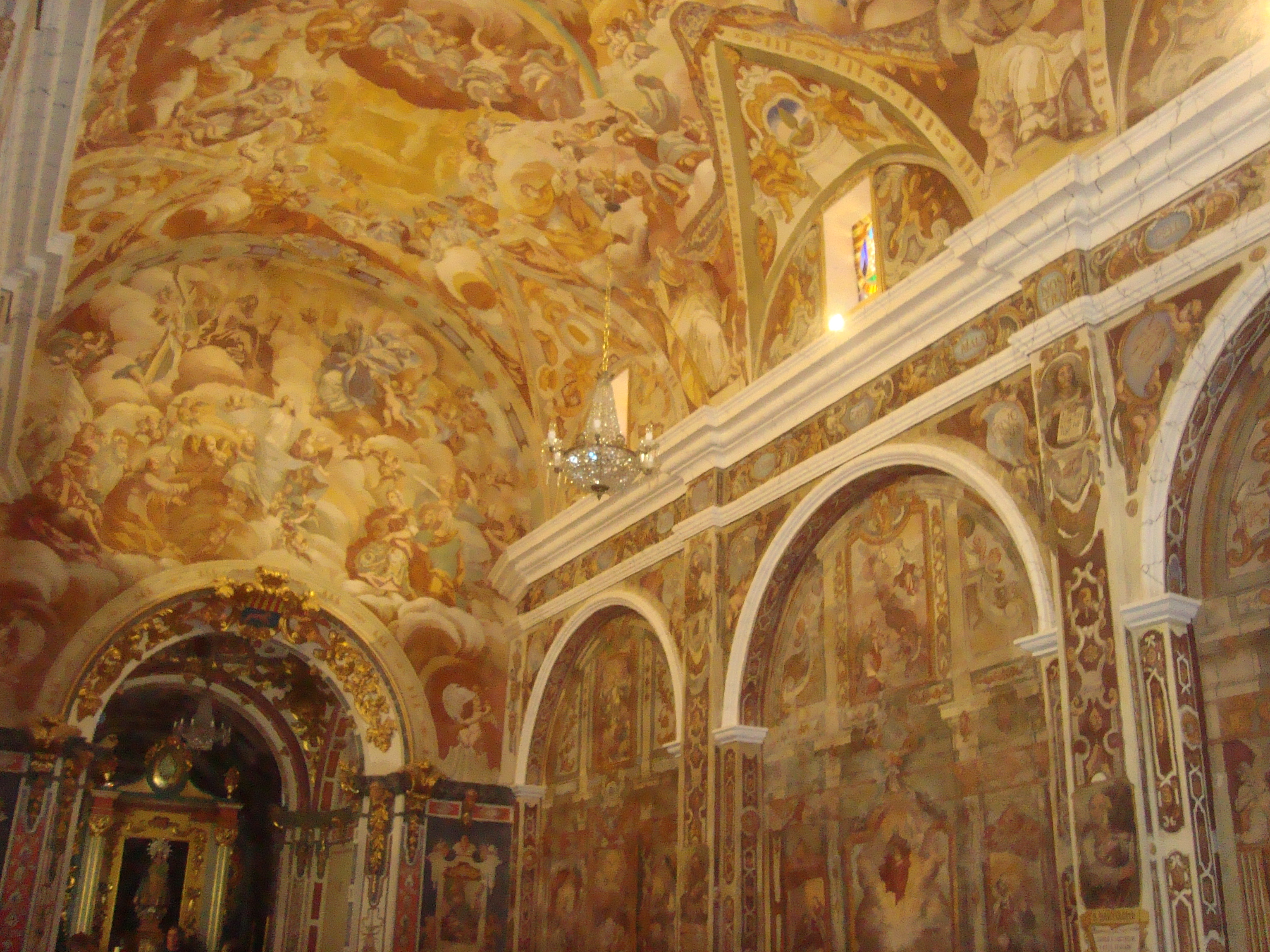
Bóvedas pintadas de la Ermita de la Virgen de Avellá (Catí).

La fonda es originaria del siglo XVIII y la casa de Baños del siglo XIX. En la actualidad la fonda ha culminado una fase de obras de remodelación y adecuación que la han convertido en un moderno hotel de turismo rural. El Balneario fue declarado de utilidad pública en 1928, por su agua minero medicinal.